# Archives générales du Royaume
 (novembre 2016).

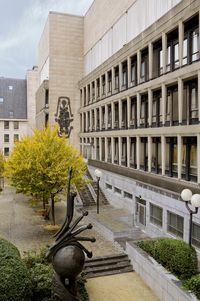
Façade des Archives générales du Royaume, à Bruxelles.

En Belgique, les Archives générales du Royaume (en néerlandais : Algemeen Rijksarchief ; en allemand : Generalstaatsarchiv), constituent le siège central des Archives de l'État. Situées dans la rue de Ruysbroeck à Bruxelles, à cinq minutes à pied de la gare centrale et de la place du Sablon, elles conservent en leurs murs plus de 70 km d'archives et de livres.

## Qu’y trouve-t-on?

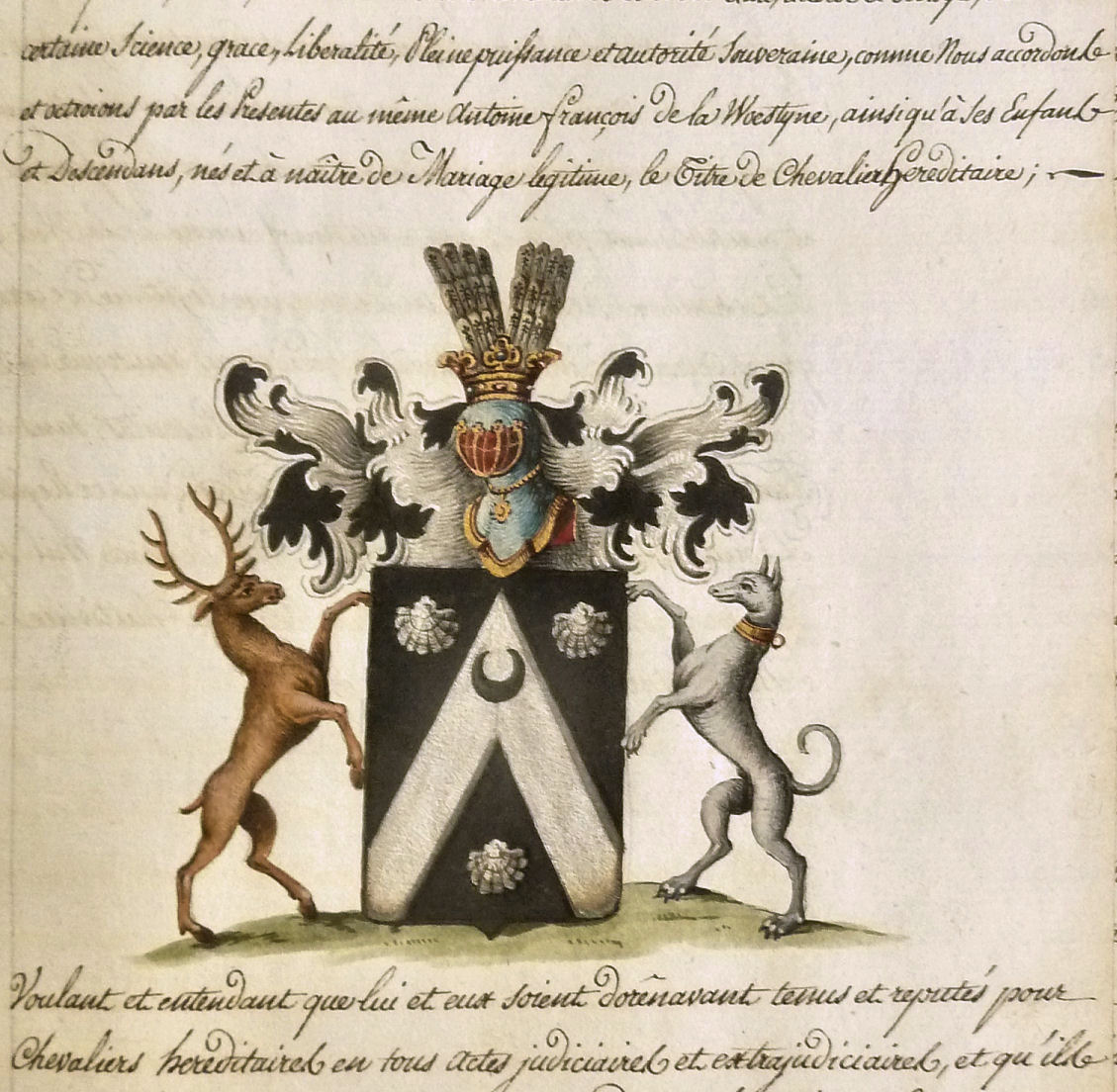
Lettres patentes, archives de la Chancellerie des Pays-Bas

Les Archives générales du Royaume conservent les archives des institutions centrales des Pays-Bas bourguignons, espagnols et autrichiens jusqu'en 1795, des organismes publics centraux de la période française (1795-1815) et de celle du royaume des Pays-Bas (1815-1830). 
Elles conservent également les archives des institutions centrales du gouvernement national, puis fédéral, de la fondation de la Belgique (1830) à nos jours, à l'exception des ministères de la Défense et des Affaires étrangères. Cela inclut :
- Les archives des organismes de gouvernement et des conseils collatéraux (Conseil d’État, Conseil privé, Conseil des Finances) ainsi que les archives de leurs successeurs en droit (Conseil royal de Philippe V, Conseil du Gouvernement général sous Joseph II).
- Les archives des Chambres des Comptes.
- Les fonds des secrétaireries qui assistaient le gouverneur général et les conseils de gouvernement (Audience, Secrétairerie d’État et de Guerre, Secrétairerie d’État allemande).
- Les organismes subalternes créés à l’époque autrichienne pour décharger les conseils collatéraux de la gestion d’un problème particulier (Jointe des Amortissements, Comité Jésuitique, Comité de la Caisse de Religion, etc.)
- Les archives des cours de justice : Grand Conseil de Malines, Conseil des Troubles, etc.
- Les archives de la Création du Parc et de la Place Royale, de la Maison de Charles de Lorraine, du Bureau des ouvrages de la Cour, etc.

Outre les archives des organismes publics, les Archives générales du Royaume conservent de nombreuses archives privées comme les archives personnelles que des hommes politiques ont confiées aux Archives de l'État. Une autre richesse est celle des nombreux fonds de famille, parfois considérables, confiés par les familles les plus importantes du pays. Sont ainsi conservés aux Archives générales du Royaume : 
- Les fonds des Maisons d’Arenberg, de Merode, d’Ursel, etc.
- En 2009, les archives de l'URBSFA, la fédération de football belge, ont été offertes aux Archives générales du Royaume. Ces documents variés représentent 400 mètres linéaires dans le jargon archivistique[1]

Mentionnons également : 
- Les archives culturelles : archives de l'administration du Théâtre de la Monnaie (Bruxelles, 1771-1816), etc.
- Les cartes, plans, estampes, manuscrits.
- Plus de deux millions de dossiers individuels d'étrangers, constitués dès 1839 lorsque la Sûreté publique s’est vue chargée du contrôle de tous les étrangers présents sur le territoire belge.
- La collection de moulages de sceaux (deuxième collection au monde).
- Les documents numériques (registres paroissiaux) accessibles via la salle de lecture numérique.
- Divers ouvrages concernant principalement l'histoire de Belgique et, plus particulièrement, celle du Brabant, mais également certaines séries de sources imprimées: pamphlets, édits et ordonnances anciens, ouvrages et revues spécialisées en archivistique, ainsi que les inventaires d'archives conservées dans d'autres dépôts en Belgique ou à l'étranger.
- etc.

Les Archives générales du Royaume disposent d'une salle de lecture, ouverte au public. Chercheurs, historiens, étudiants, passionnés d'histoire locale et familiale, etc., peuvent y consulter, dans la limite du caractère privé de certaines données.  
Diverses expositions, destinées à valoriser les collections, sont également librement accessibles au public dans le hall d'entrée du bâtiment.
Colloques et journées d'études sont régulièrement organisés à destination de publics plus spécifiques.
Le bâtiment des Archives générales du Royaume abrite, par ailleurs, les services de coordination nationale.

## Salle de lecture numérique
Plus de 27 000 registres paroissiaux de toute la Belgique et un nombre sans cesse croissant de registres d’état civil de moins de cent ans sont consultables sous forme d'images numériques dans les salles de lecture des Archives de l’État, dont celle de Archives générales du Royaume. 
Les chercheurs, victimes de persécutions nazies ou leurs proches peuvent, par ailleurs, consulter aux Archives générales du Royaume, sur demande et sous certaines conditions, la copie numérique des archives du Service international de recherches (SIR). Cette copie numérique (plus de 80 millions d’images numériques, représentant quelque six téraoctets), relative aux victimes civiles du régime nazi, contient des documents sur les camps de travail, de concentration et d’extermination, des fiches d’enregistrement de personnes déplacées, des listes relative au travail obligatoire ainsi qu’un fichier central des noms. conservées à Bad Arolsen, en Allemagne
Depuis janvier 2013, les registres paroissiaux et registres d'état civil sont également disponibles gratuitement sur le site internet des Archives de l’État.
D’autres types de documents numérisés sont, par ailleurs, consultables en salle de lecture ou sur le site internet des Archives de l’État : 6 000 photos de la Première Guerre mondiale, plusieurs milliers de cartes et plans, les procès-verbaux du Conseil des Ministres (1918-1979), l'annuaire statistique de la Belgique (et du Congo belge) depuis 1870, 38 000 moulages de sceaux, etc.
Les salles de lecture sont accessibles à toute personne disposant d'une carte de lecteur valable.